# Clino-ferro-suenoite
La clino-ferro-suenoite (simbolo IMA: Cfsue) è un raro minerale del supergruppo dell'anfibolo, all'interno del quale viene collocato nel "gruppo degli anfiboli con W(OH,F,Cl)-dominante" e da lì al sottogruppo degli anfiboli di magnesio-ferro-manganese dove occupa un posto nel "gruppo contenente la radice suenoite nel nome"; essendo un anfibolo, appartiene agli inosilicati e pertanto alla famiglia minerale dei "silicati", e possiede composizione chimica ☐Mn2+2Fe2+5Si8O22(OH)2.

## Etimologia e storia
Precedentemente classificata come appartenente al gruppo degli anfiboli Mg-Fe-Mn-Li, la clino-ferro-suenoite era conosciuta con nomi differenti da quello attuale: uno risale al 1855 ed è dannemorite, scelto in base alla località di ritrovamento del minerale (la miniera di "Dannemora" presso Östhammar, in Svezia), cambiato successivamente in manganogrunerite nell'ambito della revisione della nomenclatura degli anfiboli del 1978. Questo nome è rimasto invariato fino alla revisione della nomenclatura degli anfiboli del 2012, anche se già nel 2007 la mineralogista Roberta Oberti e suoi collaboratori avevano proposto il nome attuale in sostituzione di manganogrunerite.
Il campione tipo è conservato presso il Dipartimento di Geoscienze del Museo svedese di storia naturale con il numero di catalogo GEO-NRM 19191754.

## Classificazione
La classica nona edizione della sistematica dei minerali di Strunz, aggiornata dall'Associazione Mineralogica Internazionale (IMA) fino al 2009, elenca la clino-ferro-suenoite come dannemorite e manganogrunerite, considerandoli due minerali diversi, anche se la prima era già al tempo non più considerata una specie minerale indipendente; entrambe si trovano nella classe "9. Silicati (germanati)" e da lì nella sottoclasse "9.D Inosilicati"; questa viene ulteriormente suddivisa in base alla struttura cristallina del minerale, in modo tale che dannemorite e manganogrunerite possano essere trovate nella sezione "9.DE Inosilicati con catene doppie di periodo 2, Si4O11; clinoanfiboli" dove formano il sistema nº 9.DE.05.
Nell'edizione successiva, proseguita dal database "mindat.org", il minerale compare con il nome di clino-ferro-suenoite e la classificazione rimane pressoché invariata, con l'eccezione del fatto che il minerale viene smistato nel sistema nº 9.DE.10.
Nella Sistematica dei lapis (Lapis-Systematik) di Stefan Weiß la clino-ferro-suenoite è elencata nella classe dei "silicati" e nella sottoclasse degli "inosilicati", dove si trova nel "gruppo degli anfiboli [con struttura] [Si4O11]6- a due bande; anfiboli Mg-Fe-Mn", dove forma il sistema nº VIII/F.07 insieme a clino-ferri-holmquistite, grunerite, clino-suenoite, cummingtonite, clino-holmquistite e clino-ferro-ferri-holmquistite.
Anche la classificazione secondo Dana, usata principalmente nel mondo anglosassone, elenca la cummingtonite nella famiglia dei "silicati"; qui è nella classe degli "inosilicati: catene doppie non ramificate, W=2" e nella sottoclasse "catene doppie non ramificate, configurazione anfibolo W=2" dove forma il "gruppo 1, anfiboli Mg-Fe-Mn-Li (monoclino)" con il numero di sistema 66.01.01 insieme alla ferri-ghoseite e alla clino-holmquistite.

## Abito cristallino
La clino-ferro-suenoite cristallizza nel sistema monoclino nel gruppo spaziale C2/m (gruppo nº 12) con i parametri reticolari a = 9,598(1) Å, b = 18,3179(2) Å, c = 5,3345(1) Å e β = 102,163(1)°,oltre ad avere 2 unità di formula per cella unitaria.

## Origine e giacitura
La clino-ferro-suenoite è un minerale poco comune delle rocce manganesifere metamorfiche povere di ferro; la paragenesi è con calcite, quarzo e granato.
Il minerale è stato rinvenuto in poco più di una cinquantina di siti sparsi per il mondo; qui si ricorda solo la sua località tipo, la miniera di "Hillängs" (60.14694°N 15.21944°E) nei pressi di Ludvika nella Dalarna (Svezia).

## Forma in cui si presenta in natura
La clino-ferro-suenoite si trova sotto forma di cristalli prismatici o fibrosi lunghi fino a un centimetro in aggregati colonnari o asbestiformi. Il minerale è trasparente con lucentezza vitrea; il colore va dal giallo-verdastro pallido all'incolore, mentre il colore del suo striscio è bianco.